# Confine di Stato di Ponte Ribellasca
Il confine di Stato o valico di Ponte Ribellasca è sede di un valico di frontiera fra la provincia del Verbano-Cusio-Ossola (Italia) e il Canton Ticino (Svizzera).
Il valico italiano è detto "di Ponte Ribellasca" per il nome della frazione del comune di Re in cui si trova. È considerato secondario, rispetto al confine di Stato di Iselle (passo del Sempione) o al confine di Piaggio Valmara, perché il traffico è principalmente quello dei frontalieri durante tutto l'anno, e turistico nel periodo estivo. Vi terminano la strada statale 337 della Val Vigezzo e la strada cantonale 560.
È sede di una brigata della Guardia di Finanza e di un posto di frontiera della Polizia di Stato.